# Херменс, Йос

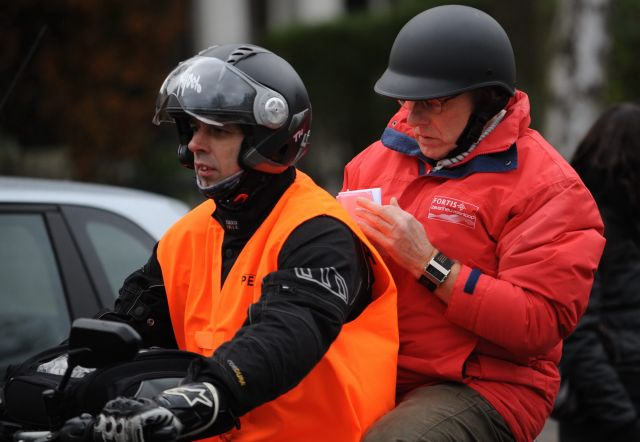
Йос Херменс (справа) во время пробега Zevenheuvelenloop, Неймеген, 15 ноября 2009 года

Йос Хе́рменс — голландский бегун на длинные дистанции и спортивный менеджер. В настоящее время является менеджером таких известных бегунов как Хайле Гебреселассие и Кенениса Бекеле, а в недавнем прошлом его клиентами были Нильс Шуманн и Габриэла Сабо.
Йос является трёхкратным чемпионом Нидерландов в беге на 5000 метров (1973, 1974, 1977 годы). В 1976 году установил мировой рекорд в часовом беге — 20 944 метров, этот результат до сих пор остаётся национальным рекордом. Участник Олимпийских игр 1976 года на дистанциях 10 000 метров — 10-е место с результатом 28.25,04 и марафоне — 2:19.48 (25-е).
Лучший спортсмен Нидерландов в 1975 году.